# L.A.スクワッド
『L.A.スクワッド』（原題:The Tax Collector）は、2020年に公開されたアメリカ合衆国のスリラー映画である。監督はデヴィッド・エアー、主演はボビー・ソトが務めた。
本作は日本国内で劇場公開されなかったが、ビデオスルーとしてNBCユニバーサル・エンターテイメントジャパンが2021年7月21日にデジタルセル先行配信開始、同年8月4日にBlu-ray & DVDが発売される予定。

## 概略
カリフォルニア州ロサンゼルス。デヴィッドとクリーパーは大物ギャング、ウィザードの下で働いており、傘下のギャングたちから利益の一部を徴収する仕事を任されていた。そんなある日、ウィザードの因縁の相手、コネホがロサンゼルスに舞い戻ってきた。当然、両者の間で大規模な抗争が勃発することになり、デヴィッドの家族までもが巻き込まれてしまった。愛する家族を守るべく、デヴィッドは抗争の最前線に飛び込んでいくのだった。

## キャスト
- ボビー・ソト - デヴィッド・クエヴァス
- シャイア・ラブーフ - クリーパー
- シンシア・カルモナ - アレクシス・クエヴァス
- ジョージ・ロペス - ルイおじさん
- ジェイ・リーヴス - ピーナット
- ラナ・パリラ - ファヴィ
- チェルシー・レンドン - ループ
- シャイアン・ヘルナンデス - ガタ
- ガブリエラ・フローレス - ジャスミン
- エルピディア・カリーロ - ジャネット
- ホセ・マーティン - コネホ
- ブライアン・オルテガ - ヴェノム
- ブレンダン・ショーブ - ニグロ
- ジミー・スミッツ - ウィザード

## 製作
2018年6月21日、デヴィッド・エアー監督の新作映画にシャイア・ラブーフが出演することになったと報じられた。7月、ボビー・ソト、チェルシー・レンドン、シンシア・カルモナ、ジョージ・ロペス、ラナ・パリラらがキャスト入りした。
エアー監督はラテン系俳優の活躍する場がハリウッドに少なすぎることを問題視しており、主要キャストのほとんど（ラブーフを除く）をラテン系の俳優で固めた。また、ラブーフは役作りのために、腹部から胸部にまたがる巨大な入れ墨を実際に彫り込んだ。
本作の主要撮影は2018年7月16日に始まり、同年8月17日に終了した。2019年3月27日、マイケル・イェツェルスキーが本作で使用される楽曲を手掛けるとの報道があった。

## マーケティング・興行収入
2018年7月16日、本作の劇中写真が初めて公開された。2020年5月14日、RLJEフィルムズが本作の全米配給権を獲得したと報じられた。7月1日、本作のオフィシャル・トレイラーが公開された。30日、ヴァインランド・ドライブイン・シアターで本作のプレミア上映が行われた。8月7日、本作は全米129館で公開され、公開初週末に30万9694ドルを稼ぎ出し、週末興行収入ランキング初登場1位となった。

## 評価
本作は批評家から酷評されている。映画批評集積サイトのRotten Tomatoesには49件のレビューがあり、批評家支持率は20%、平均点は10点満点で3.77点となっている。サイト側による批評家の見解の要約は「鑑賞するのが苦痛で、知性に欠ける犯罪ドラマである。『L.A.スクワッド』は素材から面白さを引出すのに失敗してしまった。」となっている。また、Metacriticには13件のレビューがあり、加重平均値は22/100となっている。
本作での演技によって、シャイア・ラブーフは第41回ゴールデンラズベリー賞の最低助演男優賞にノミネートされた。